# 2LDK
2LDK (japanisch für „zwei Zimmer, Küche, Bad“) ist ein japanischer Spielfilm von Regisseur Yukihiko Tsutsumi aus dem Jahr 2003.
Der Film entstand in dem sogenannten Duel Project. Einer Wette zwischen den beiden Regisseuren Yukihiko Tsutsumi und Ryūhei Kitamura, welcher im Rahmen dieses Projektes den Film Aragami drehte. In dieser Wette ging es darum, einen Film mit nur zwei Darstellern über einen erbitterten Todeskampf an einem definierten Schauplatz in einer Woche zu inszenieren.

## Inhalt
Die beiden Schauspielerinnen Nozomi (希美) und Lana (ラナ, Rana) teilen sich eine Wohnung in Tokyo. Beide Frauen haben sich auf die Hauptrolle in einem Yakuzafilm beworben. Während sie auf den Anruf ihrer Agentur warten, verstärken sich die Spannungen zwischen den beiden Frauen immer mehr, bis sie schließlich handgreiflich werden und sich gegenseitig bis zum Tod bekämpfen.

## Kritiken
„Neben ‚Aragami‘ der zweite Film des japanischen ‚Duell‘-Projekts, das sich mit begrenztem Budget, Personal und Schauplatz begnügen muss. Sowohl auf der Ebene der Figurenzeichnung als auch in der Wahl der inszenatorischen Mittel ein Rückgriff auf Exploitation-Filme und Comics, die weitgehend vergnüglich ausgespielt werden.“